# Антал Серб
Антал Серб (мађ. Szerb Antal; Будимпешта, 1. мај 1901 — Балф, 4. јануар 1945) био је мађарски писац и научник, један од највећих мађарских литерарних стваралаца двадесетог века.

## Биографија
Родио се у имућној грађанској породици асимилованих Јевреја. Матурирао је у елитној пијаристичкој гимназији, а студије мађарског, немачког и енглеског језика и књижевности завршио је на универзитетима у Будимпешти и Грацу. Такође је говорио француски, а учио је и италијански. Боравио је дуже у Паризу и Италији, а у Лондону је провео годину дана као стипендиста.
Имао је двадесет година када је објавио шест песама у тада најрелевантнијем књижевном часопису Њугат (Nyugat) и потом постао његов стални критичар. Тридесетих година XX века углавном се бавио изучавањем англосаксонске књижевности и теоријом романа.
Широј књижевној јавности постао је познат својом Историјом мађарске књижевности (1934), штивом и данас привлачним како за лаике, тако и за стручњаке.
Године 1934. објављује свој први роман под насловом Легенда о Пендрагону, необичан сплет пародије старих енглеских романа о духовима, неке варијанте криминалистичког и уједно финог еротског романа, који одржава, на изузетно духовит начин, ауторов филозофски скептицизам, али истовремено и критику таквог погледа на свет.
Роман Путник и месечина (1937) јесте аутоанализа човека који тражи себе, сјајан документ безнађа грађанина-хуманисте у предвечерје наступа фашизма, роман духовите суморности. Своју фасцинираност умногоме идеализованим грађанским друштвом, и, још више, елегантном француском аристократском културом, уобличио је у роману Краљичина огрлица (1943).
Без обзира што је по вероисповести био хришћанин а национално се изјашњавао као Мађар, од 1941. године био му је забрањен наступ на радију, а такође је била забрањена и његова Историја мађарске књижевности. 1944. године регрутован је у злогласне радне јединице. Умро је 4. јануара 1945. године у концентрационом логору у Балфу, где су га мађарски фашисти затукли кундацима.

## Избор из библиографије
- A magyar újromantikus dráma, 1927.
- Az udvari ember, 1927.
- Вилијам Блејк, монографија, 1928. (мађ. William Blake)
- Кратак преглед енглеске књижевности, 1929.
- Надахнути песник, есеји, 1929.
- Magyar preromantika, 1929.
- Vörösmarty-tanulmányok, 1929.
- Cynthia, 1932.
- Историја мађарске књижевности, 1934.
- Легенда о Пендрагону, 1934.
- Љубав у боци збирка новела, 1935.
- Водич кроз Будимпешту за Марсовце, 1935.
- Трећи торањ, дневничке белешке са пута по Италији, 1936.
- Свакодневнице и чуда, есеји, 1936.
- Путник и месечина, 1937 (мађ. Utas és holdvilág)
- Don’t say… but say…, 1939
- Историја светске књижевности, 1941 (мађ. A világirodalom története)
- Оливер VII, 1943. (мађ. VII. Olivér, објављен под псеудонимом A. H. Redcliff)
- Краљичина огрлица, 1943. (мађ. A királyné nyaklánca)
- Száz vers, 1943/1944